# Бизио (Мачерата)
Бизио (итал. Bisio) насеље је у Италији у округу Мачерата, региону Марке.
Према процени из 2011. у насељу је живело 25 становника. Насеље се налази на надморској висини од 567 м.